# 歪仔歪駅

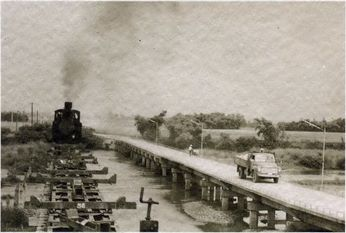
歪仔歪橋を渡る列車（1970年）

歪仔歪駅（ワイアワイえき）は、かつて日本統治時代の台湾台北州羅東郡羅東街（戦後の宜蘭県羅東鎮）にかつて存在した羅東森林鉄路（太平山森林鉄路羅東線）の駅（廃駅）。駅名は、現羅東鎮仁愛里の古い地名で平埔族やクバラン族の集落「歪仔歪社」あるいは「外阿外（Wayouway）社」によるもので、クバラン語で藤蔓を意味する言葉が転じて歪仔歪と表記された。駅は戦後すぐに廃止され現存しないため仁愛路上に存在したこと以外に資料が乏しいが、林鐵路線に並行していた県道196号の羅東渓（蘭陽渓の支流）に架かる道路橋「歪仔歪橋」にその名前が残っている。

## 沿革
- 1920年（大正9年）1月6日 - 台南製糖の路線（天送埤から当駅付近まで）を借用して運行開始[6][7]。
- 1921年（大正10年） - 天送埤以西が開通[6][8]。
- 1924年（大正13年）1月27日 - 竹林まで延伸し羅東線が全線開業[7]。
- 1926年（大正15年）5月18日 - 旅客扱い開始に伴い駅を設置[6]。
- 1945年（昭和20年/民国34年） - 廃止[9]。

### 註釈
1. ↑  『移川子之蔵・馬淵東一 撰 「マッカイ博士の布教せる噶瑪蘭平埔族に就て」刊載於齋藤勇編《マッカイ博士の業蹟》1939年，p.29-50；李廷樞漢訳』[4]。

## 隣の駅
台湾拓殖
羅東森林鉄路（羅東線）
竹林駅 - 歪仔歪駅 - 大洲駅